# Mecometopus sarukhani
Mecometopus sarukhani là một loài bọ cánh cứng trong họ Cerambycidae.